# Omelette norvégienne
Une omelette norvégienne, ou omelette surprise, est un dessert constitué de glace à la vanille recouverte de meringue, posée sur un fond de génoise et passé à four vif ou flambé. Son originalité repose sur le contraste entre l'intérieur glacé et l'extérieur très chaud.

## Dénomination
Lors de sa création en 1867, Balzac, le chef du Grand Hôtel à Paris la nomme omelette norvégienne. En 1900, Prosper Montagné la nomme omelette norvégienne ou soufflé surprise. En 1903, Auguste Escoffier donne une recette d'omelette en surprise ou norvégienne. Dans son livre de cuisine sur la pâtisserie de 1911, Gaston Dumont dit qu'omelette en surprise est un terme qui a précédé omelette norvégienne, d'où le nom usuel en allemand d'omelette surprise (Überraschungsomelett) alors qu'est employé celui d'omelette norvégienne en italien (omelette norvegese) et en espagnol (omelet noruego),. Le nom anglais baked Alaska  aurait été donné par le chef Antoine Alciatore de la Nouvelle-Orléans à ce dessert pour fêter l'acquisition de l'Alaska par les États-Unis en 1867. Selon une autre source et pour la même raison, ce nom aurait été donné en 1876 au  Delmonico's (en), un restaurant de New York. Ce nom de baked Alaska a donné en japonais cuit d'Alaska (ベイクド・アラスカ (beikudo Arasuka)) et en chinois Alaska grillé chaud (熱烤阿拉斯加 (rè kǎo Ālāsījiā)).

## Composition

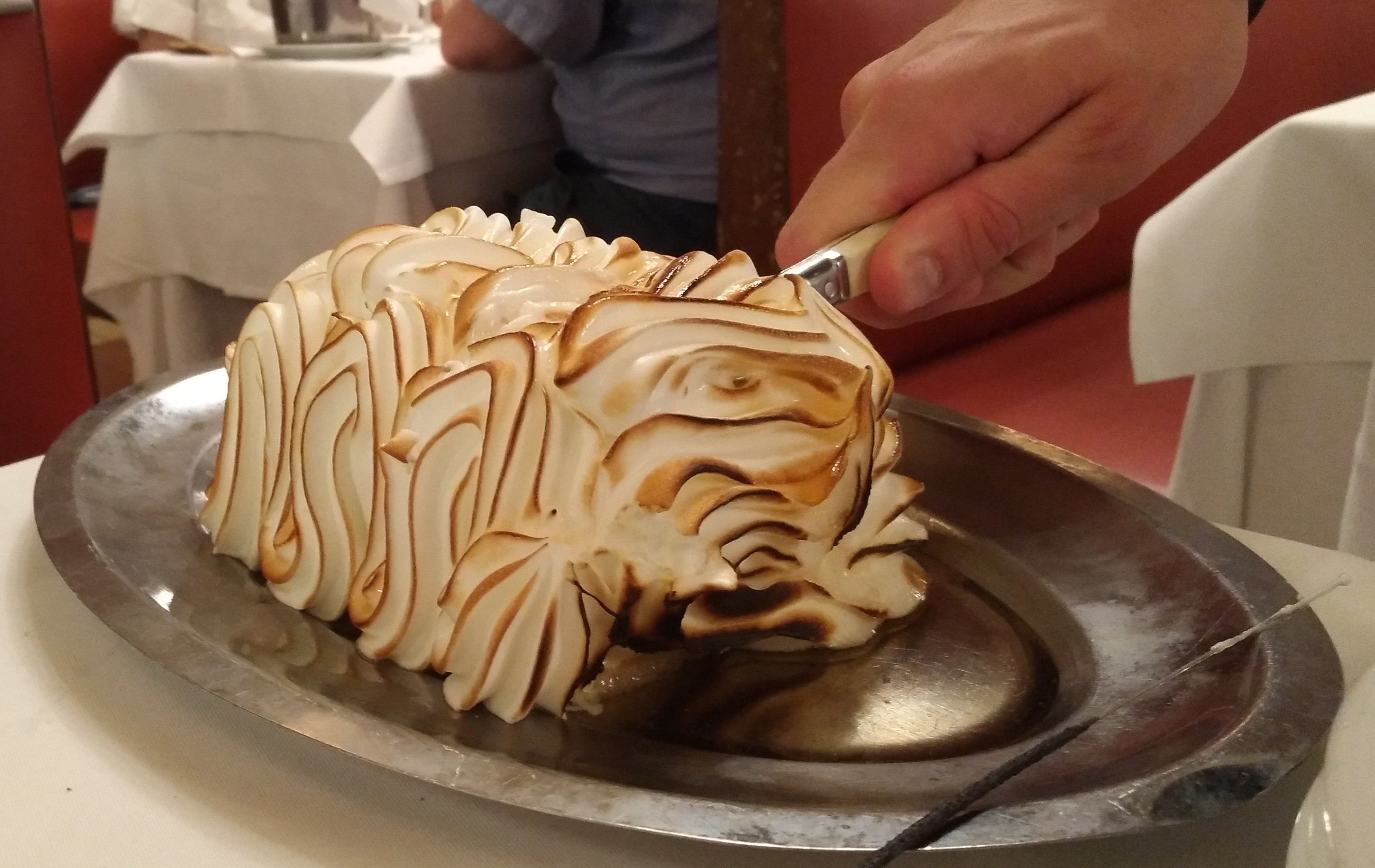
Présentation classique.

Elle est constituée d'une abaisse formant un lit isolant (génoise, meringues, biscuits à la cuillère, etc.) surmontée de crème glacée et recouverte d'une couche de meringue ordinaire ou à l'italienne (blancs d'œufs mélangés à un sirop) ou encore d'un appareil à omelette soufflée, saupoudrée de sucre glace,.
L'entremets est passé dans un four chaud de manière que la meringue se colore. La meringue joue le rôle d'un excellent isolant et empêche la chaleur (si le temps de cuisson n'est pas trop long) d'arriver jusqu'au cœur du dessert et d'en faire fondre la glace. Ce dessert peut aussi être flambé après cuisson.
« On sert vivement aussi car l'omelette surprise, à l'instar de Louis XIV, n'aime pas attendre. La plus grande difficulté consiste à bien calculer pour que tout soit prêt au moment où l'on en a besoin ; si l'omelette est réussie, cette glace fraîche sous sa mousseuse et brûlante carapace est non seulement d'un goût exquis mais d'un effet certain » (Bettina, Femme de France, 1937).

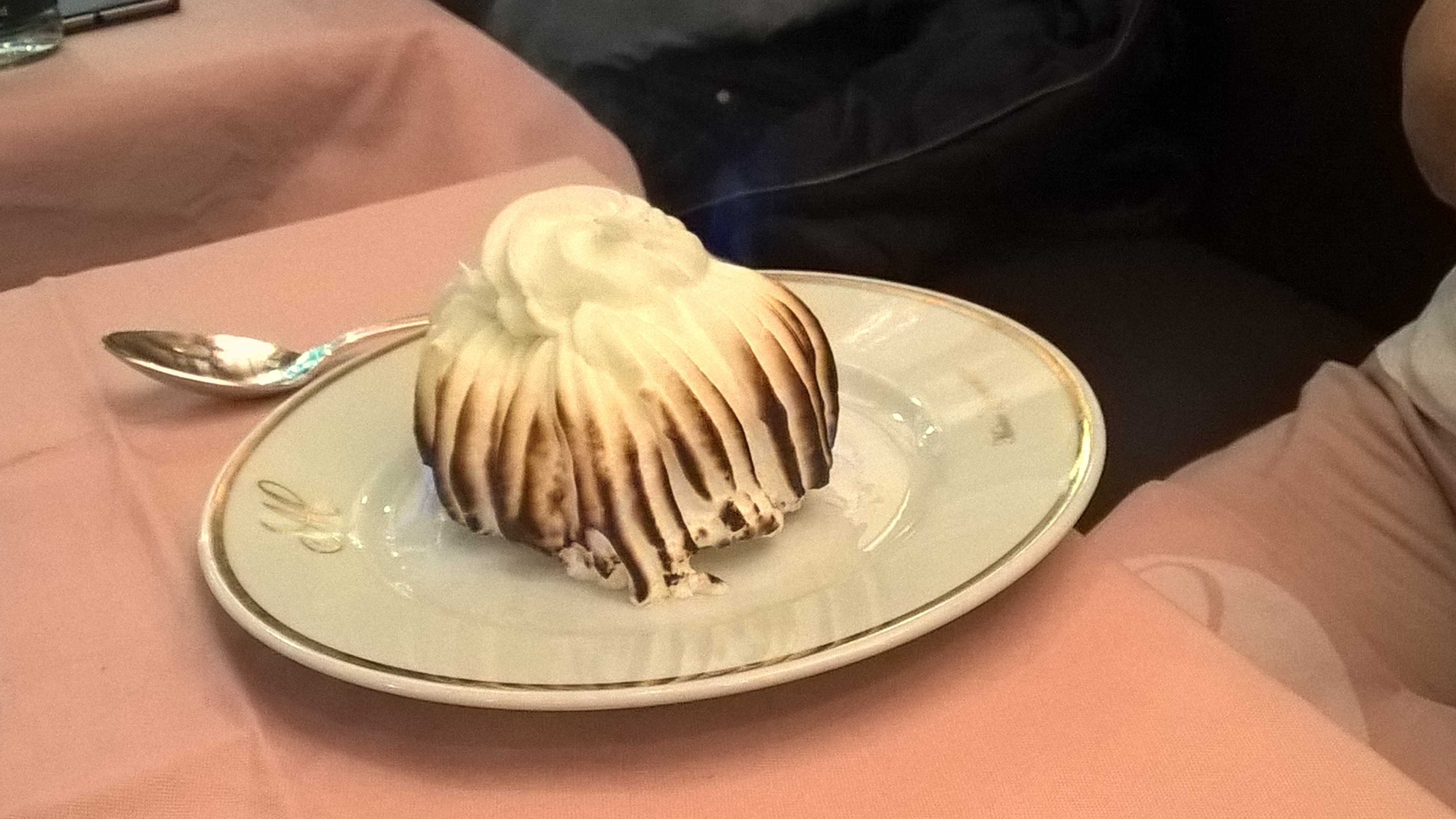
Omelette surprise portion

## Histoire
En 1867, à l'occasion de l'Exposition universelle de Paris, Balzac, le chef du Grand Hôtel, décide de créer un dessert « scientifique ». Il s'inspire des découvertes concernant la conductivité de la chaleur, en particulier des travaux du comte de Rumford, Benjamin Thompson, un physicien américain émigré en Bavière. En 1804, Thompson a en effet établi le pouvoir isolant du blanc d'œuf battu, ce qui signifie que la meringue est un mauvais conducteur de chaleur. Balzac met ainsi au point sa recette et, situant par erreur la Bavière en Norvège, il la baptise « omelette norvégienne ».
Passée aux États-Unis en 1876, l'omelette norvégienne prend le nom de Baked Alaska. En effet, elle est cuisinée au Delmonico’s Restaurant à New York à l'occasion des 10 ans de l'achat de l'Alaska à la Russie. Prosper Montagné qui la servait au Grand Hôtel en donne la recette en 1900 dans La grande cuisine illustrée.
En 1938, l'omelette surprise apparaît dans La Nausée du philosophe Jean-Paul Sartre :

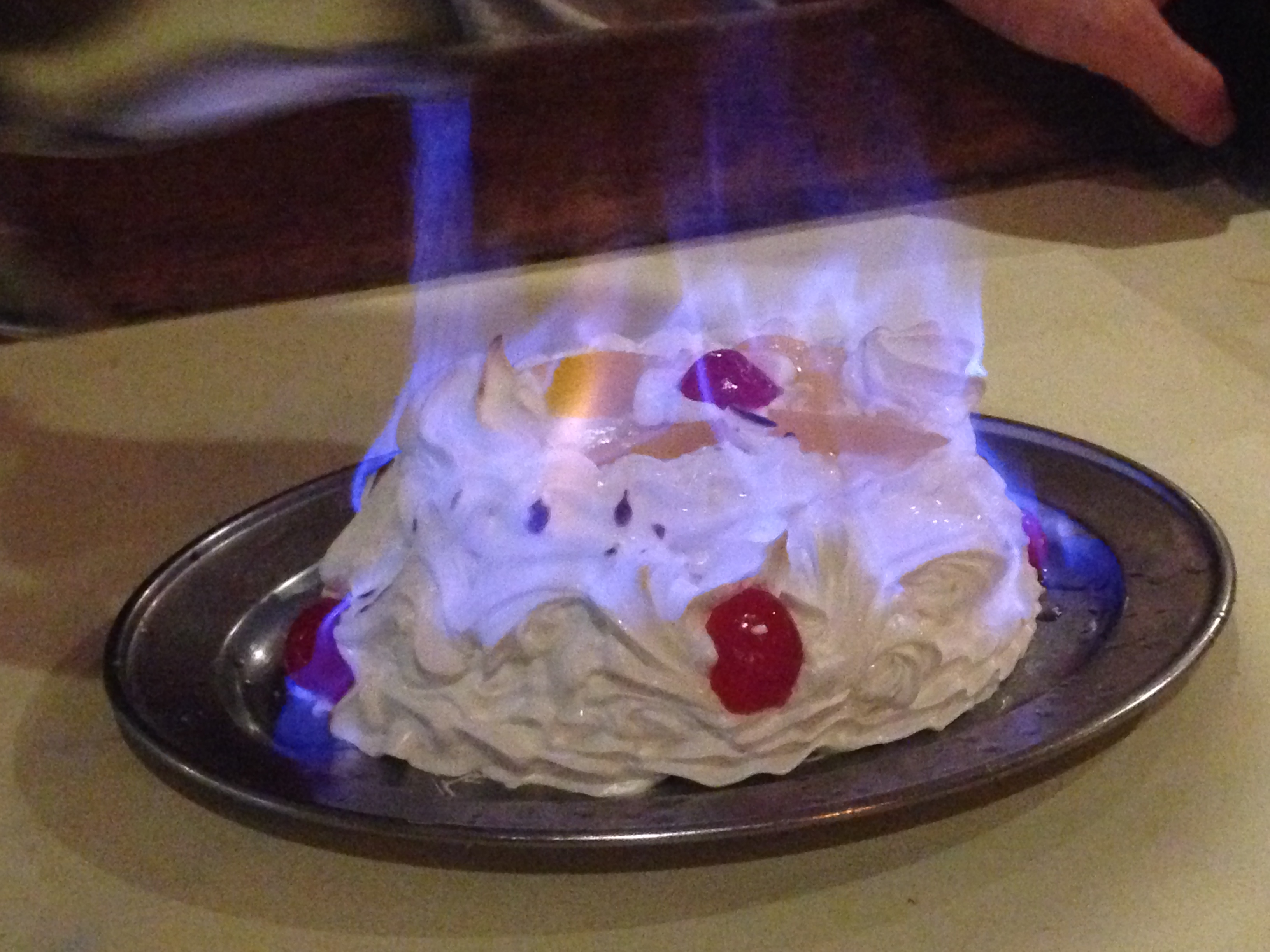
Version aux cerises et flambée au kirsch.

« Mes mains tremblaient, le sang est monté à mon visage et, pour finir, mes lèvres aussi se sont mises à trembler. Tout ça, simplement parce que le poulet était froid. Moi aussi, d'ailleurs, j'étais froid et c'était le plus pénible : je veux dire que le fond était resté comme il est depuis trente-six heures, absolument froid, glacé. (…) Sans doute, j'aurais, pour un rien, roué de coups l'Autodidacte ou la serveuse en les accablant d'injures. Mais je ne serais pas entré tout entier dans le jeu. Ma rage se démenait à la surface et pendant un moment, j'eus l'impression pénible d'être un bloc de glace enveloppé de feu, une omelette-surprise »

En 1969, l'invention du four à micro-ondes permit au physicien hongrois spécialiste de gastronomie moléculaire, Nicholas Kurti, d'inventer une omelette norvégienne inversée (qu'il appela Frozen Florida, par opposition à la version américaine Baked Alaska) : une couche de meringue congelée enveloppe alors une liqueur brûlante.

## Les recettes
Il est important de poser la glace sur un isolant : 
- Montagné (1900) utilise une glace plombières posée sur une génoise imbibée de kirsch et de marasquin sur laquelle il pose un appareil à omelette soufflée vanillé. Il  donne deux variantes: l'omelette norvégienne au chocolat (avec une glace au chocolat) et l'omelette norvégienne pralinée (ajouter des macarons en poudre à l'appareil à omelette soufflée et comme glace une mousse pralinée) [3]. C'est aussi lui qui décrit (1924) la variante monégasque du chef Jean Giroix: le glace est mélangée avec des fruits confits macérés à la liqueur puis couvert d'un appareil à omelette soufflée qui, à la différence de la meringue se fait avec les blancs et les jaunes d'œufs[15].
- Escoffier (1912) donne l'omelette surprise aux cerises (glace groseille-framboisée, glace aux cerises), l'omelette surprise Elisabeth (glace à la vanille, violettes pralinées), aux mandarines (glace aux mandarines et entourée de mandarines glacées), Milady (glace framboise et pêches pochées à la vanille), Mylord (glace vanille alternée avec compote de poire), à la napolitaine ou bombe Vésuve (glaces vanille et fraise alternées, débris de marrons glacés entre chaque couche de glace, meringue italienne au kirsch... sur le sommet, placer une barquette exécutée à la poche avec de la meringue ordinaire remplie de cerises jubilé que l'on enflamme au dernier moment)[16].

Tendance agrumes au XXIe siècle 
- Marie Boman (2000) couche de glace sous iceberg de crème, noyé dans une Mandarine Napoléon[17]. Christophe Michalak (2013) sorbet fraise, et sorbet citron vert, meringue suisse, biscuit cuillère à la place de la génoise. Eva Harlé (2014) caramélise son omelette norvégienne (glace à la vanille) au chalumeau et la nappe de liqueur d'orange[18].

## Anthologie
- À la citation d'Ortega y Grasset « que le froid de cette solitude terrifiante et transcendante ne glace pas Dieu », Alain Guy (1993) avait répondu « Dieu ne serait-il qu'une omelette norvégienne ? »[19].
- Michel Noir (1989) écrit dans La chasse au mammouth : « dans la majorité des cas, la télévision est à l'art ce que le fast food est à l'omelette norvégienne »[20].
- « La crème anglaise doit-elle quelque chose aux Britanniques, ou l'omelette Norvégienne à la Norvège ? » Nina Barbier, Emmanuel Perret, Petit traité d'ethno-pâtisserie (1997)
- « Le menu, invariable, était composé de caviar, de bœuf à la ficelle, et d'une omelette norvégienne, le tout arrosé des meilleurs Champagnes » Les maisons closes (1952)[21]
- Les oranges et autres agrumes glacés (d'un sorbet fait avec leur jus et un sirop) étaient appelés oranges soufflées à la norvégienne au début du XXe siècle, puis en 1934, Pierre Lacam donne une recette d'orange surprise où l'orange vidée est remplie de 3 couches : sorbet citron, sorbet orange et enfin meringue puis passée à la salamandre[2],[22].
- Quelques détails sur l'omelette norvégienne sont donnés dans le film La Passion de Dodin Bouffant (2023), comme le pouvoir isolant du blanc d'œuf, et un des personnages dit que c'est « un dessert scientifique ».